# Доржсурэнгийн Мунхбаяр
Доржсурэнгийн Мунхбаяр (монг. Доржсүрэнгийн Мөнхбаяр; род. 9 июля 1969, Улан-Батор) — монгольский и немецкий стрелок, специализирующаяся в стрельбе из пистолета, участница шести Олимпиад. Двукратный бронзовый призёр Олимпийских игр, чемпионка мира.

## Карьера
Международную карьеру Мунхбаяр начала в 1987 году в составе монгольской сборной. В 1991 году она стала чемпионкой Азии в стрельбе из пистолета, а в упражнении с пневматическим пистолетом завоевала бронзу.
На первой в своей карьере Олимпиаде Мунхбаяр стала бронзовым призёром в стрельбе из пистолета, а в стрельбе из пневматического пистолета стала 21-й и не пробилась в финальный раунд.
Монгольская спортсменка принимала участие в Олимпиадах 1996 и 2000 годов, но выступила на них неудачно, ни разу не пробившись в десятку лучших. Зато на чемпионате мира 1998 года Мунхбаяр стала сильнейшей в стрельбе из пневматического пистолета.
После Олимпиады 2000 года монгольская спортсменка переехала в Германию и в 2002 году получила право защищать её цвета на международных стартах. Сразу после возвращения в соревнования Мунхбаяр второй раз стала чемпионкой мира, но на этот раз в стрельбе из обычного пистолета на дистанции 25 метров.
Под немецким флагом Мунхбаяр выступала на Олимпиадах в Афинах, Пекине и Лондоне. Наиболее удачной для неё стала Олимпиада в Пекине, где она спустя 16 лет после первой медали Игр вновь стала бронзовым призёром в стрельбе из пистолета.

## Выступления на Олимпийских играх
| Игры           | Пистолет 20 метров | Пневм. пистолет 10 метров |
| -------------- | ------------------ | ------------------------- |
| За Монголию    |                    |                           |
| Барселона-1992 | 3                  | 21                        |
| Атланта-1996   | 15                 | 21                        |
| Сидней-2000    | 25                 | 36                        |
| За Германию    |                    |                           |
| Афины-2004     | 5                  | 6                         |
| Пекин-2008     | 3                  | 24                        |
| Лондон-2012    | 12                 | 25                        |